# Escut de Calldetenes
L'escut oficial de Calldetenes té el següent blasonament:
Escut caironat: d'argent, 3 peres de sinople. Per timbre, una corona mural de poble.

## Història

Escut aprovat l'any 1963

Va ser aprovat l'1 de juny del 1983 i publicat en el DOGC el 6 de juliol del mateix any amb el número 342. L'escut substituïa l'anterior aprovat l'any 1963 i publicat al BOE núm. 178 del 26 de juliol del 1963, que incorporava les armes dels Cabrera i dels Riudeperes.
Les peres fan referència al poble de Sant Martí de Riudeperes, antic cap del municipi, que li donava nom, i són les armories dels Riudeperes, senyors de la "domus" de Riudeperes.